# 金智恩 (編劇)
金智恩（韓語：김지은)，韓國電視劇編劇。2004年通過MBC best劇場劇本徵集活動以《愛，站在斜路上》榮獲優秀作品獲獎出道。

## 作品

### 電視劇
- 2004年：MBC《Best劇場單元劇559話 - 愛，站在斜路上》[2]
- 2005年：MBC《Best劇場單元劇609話 - 我想活下去》[3]
- 2005年：MBC《我們結婚吧》[4]
- 2007年：中韓合拍《純白之戀》[5]
- 2008年：SBS《純潔的你》[6]
- 2014年：SBS《清潭洞醜聞》[7]
- 2017年：MBC《前世的冤家們》
- 2020年：Channel A《謊言的謊言》
- 2024年：MBC《美好世界》

## 外部連結
- NAVER搜索 （页面存档备份，存于）